# Neptune (The Duke Spirit)
| Recensione            | Giudizio |
| --------------------- | -------- |
| AllMusic              |          |
| BBC                   | Positive |
| Delusions of Adequacy |          |
| Drowned in Sound      |          |
| The Guardian          |          |
| The Independent       |          |
| Pitchford Media       |          |
| Strange Glue          |          |
| The Times             |          |
| This Is Fake DIY      |          |

Neptune è un album dei Duke Spirit pubblicato nel 2008, l'ultimo con il chitarrista Dan Higgins.

## Tracce
1. I Do Believe – 0:43 (Moss)
2. Send a Little Love Token – 2:38 (Butler, Moss)
3. The Step and the Walk – 3:22 (Ford, Moss)
4. Dog Roses – 3:17 (Higgins, Moss)
5. Into the Fold – 2:49 (Butler, Moss)
6. This Ship Was Built to Last – 3:50 (Butler, Moss)
7. Wooden Heart – 4:43 (Ford)
8. You Really Wake Up the Love in Me – 2:42 (Ford, Moss)
9. My Sunken Treasure – 3:57 (Butler, Moss)
10. Lassoo – 2:59 (Butler, Moss)
11. Neptune's Call – 2:46 (Higgins, Moss)
12. Sovereign – 3:29 (Higgins, Moss)

## Formazione
- Liela Moss - voce
- Dan Higgins - chitarra
- Luke Ford - chitarra
- Toby Butler - basso
- Olly Betts - batteria, percussioni